# 斯洛比德卡 (切爾沃諾阿爾米西克區)
50°24′59″N 28°11′40″E / 50.41639°N 28.19444°E
斯洛比德卡（烏克蘭語：Слобідка）是烏克蘭北部的村莊，隸屬日托米爾州的日托米爾區。該村始建於1910年，面積1.96平方公里，海拔高度222米，2001年人口423，人口密度每平方公里215.71人。